# Hirebhergi, Sindhnur
Hirebhergi là một làng thuộc tehsil Sindhnur, huyện Raichur, bang Karnataka, Ấn Độ.